# Bo Arne Vibenius
Bo Arne Vibenius (Solna, 29 marzo 1943) è un regista, produttore cinematografico e sceneggiatore svedese, famoso soprattutto per aver diretto il film d'exploitation Thriller - en grym film, omaggiato da Tarantino nella caratterizzazione del personaggio di Elle Driver, anche questo - come Frigga, la protagonista di Thriller - accecato da un occhio.
Vibernius ha utilizzato tre diversi pseudonimi nella sua carriera. Egli ha infatti diretto Thriller - en grym film come Alex Fridolinski (benché venga poi accreditato col suo vero nome nei ruoli di sceneggiatore e produttore), mentre figura come direttore di Breaking Point con lo pseudonimo di Ron Silberman Jr., usato anche per firmare la sceneggiatura, ma non per la produzione, dov'è Stan Kowalski.